# Sugar (2013)
Sugar é um filme de 2013 dirigido por Rotimi Rainwater lançado em conjunto com o Mês de Conscientização dos Jovens Sem-Teto.
O filme é baseado nas experiências que Rainwater teve quando ela vivia nas ruas.

## Sinopse
Sugar (Shenae Grimes) é uma adolescente que sofre de PTSD e vive nas ruas com seus amigos marginalizados desde que perdeu seus pais em um acidente de carro. Com a ajuda de seu conselheiro do abrigo de jovens ela tenta recomeçar sua vida com seu tio.[carece de fontes?]

## Elenco
| Atriz/Ator           | Papel      |
| -------------------- | ---------- |
| Shenae Grimes        | Sugar      |
| Marshall Allman      | Marshall   |
| Austin Williams      | Ronnie     |
| William Peltz        | Free       |
| Corbin Bleu          | Sketch     |
| Wes Studi            | Bishop     |
| Angus Macfadyen      | Tio Gene   |
| Nastassja Kinski     | Irmã Nadia |
| Scottie Epstein      | Joey       |
| Jessica Andres       | Chrissy    |
| Jonny Weston         | B-Wild     |
| Mubarak Ra'oof       | Mu         |
| Eugene Harris        | Star       |
| Jonathan Morgan Heit | Zach       |

## Recepção
No Los Angeles Times, Inkoo Kang disse que "como um todo, os personagens do filme ilustram de maneira tocante os custos de viver com traumas não resolvidos e incerteza crônica, bem como a solidariedade e a relativa liberdade que esta comunidade de párias desfruta." Para a Variety, Geoff Berkshire destacou em sua crítica que "esta história dramaticamente inerte de jovens sem-teto revela uma falta fundamental de profundidade e urgência em sua narrativa."